# هایدی، دختر آلپ
Heidi: A Girl of the Alps
هایدی، دختر آلپ (به ژاپنی: アルプスの少女ハイジ Arupusu no Shōjo Haiji، به انگلیسی: Heidi, Girl of the Alps) یک مجموعه تلویزیونی انیمه ژاپنی ۵۲ قسمتی است که توسط استودیو Zuiyo Eizo بر پایه رمان هایدی، به قلم یوهانا اشپیری، نویسنده سوئیسی ساخته شده‌است. پخش آن از ۶ ژانویه ۱۹۷۴ در کانال فوجی تلویژن آغاز شده و تا ۲۹ دسامبر ۱۹۷۴ ادامه داشته‌است.
صداپیشه گان نسخه فارسی:
هایدی: ملا مژگان عظیمی 
پدر بزرگ هایدی: محمد علی دیباجى
پیتر: نجمه مهوش افشاری
کلارا: نجمه رزیتا یاراحمدی
خانم روتن مایر: ناهیدى شعشانی

## خلاصه داستان
از وقتی که پدر و مادر هایدی مردند، او نزد خاله اش زندگی می‌کرد؛ تا روزی که خاله اش به دلیلی او را به خانهٔ پدربزرگش بر فراز کوهستان می‌برد. در آنجا اتفاقات و ماجراهای جالبی برای هایدی پیش می‌آید…